# Saint-Privat (Ardèche)
 Saint-Privat  es una población y comuna francesa, ubicada en la región de Ródano-Alpes, departamento de Ardèche, en el distrito de Privas y cantón de Vals-les-Bains.

## Demografía
| 819 | 922 | 1018 | 1129 | 1359 | 1427 |
| Para los censos de 1962 a 1999 la población legal corresponde a la población sin duplicidades (Fuente: INSEE [Consultar]) |     |      |      |      |      |